# Daniel Sidney Warner
Daniel Sidney Warner (* 25. Juni 1842 in Bristol (jetzt Marshallville), Ohio; † 12. Dezember 1895) ist einer der Gründer der Church of God (Anderson). Er wird meist nur mit den Initialen DS Warner angegeben.

## Biographie

### Frühe Jahre
Sein Vater David  betrieb eine Taverne zum Zeitpunkt seiner Geburt.  Er war das fünfte von sechs Kindern.  Während des amerikanischen Bürgerkriegs kämpfte er freiwillig für die Union und ermöglichte damit seinem Bruder Joseph Warner bei seiner Familie zu bleiben. Warner besuchte mit 23 das Oberlin College für eine kurze Zeit und lehrte in den öffentlichen Schulen. Am Ostersonntag des Jahres 1867 hielt Warner seine erste Predigt bei einer Methodist Episcopal Hauptversammlung. Im Oktober des gleichen Jahres heiratete er Tamzen Ann Kerr, die jedoch im Mai 1872 nach der Geburt ihrer tot geborenen Drillinge verstarb.
Warner wurde Evangelist in der Winebrennarian Kirche, predigte sechs Jahre lang in ganz Nordwest-Ohio und im nördlichen Indiana. Er brach dann auf zu einer Mission nach Nebraska und war dann für zwei Jahre von zuhause und seiner zweiten Frau Sarah Keller, die er am 4. Juni 1874 geheiratet hatte, abwesend.

### Bewegung
Er kehrte nach Ohio zurück und behauptete am 6. Juli 1877 im Sinne der Heiligungsbewegung die Christliche Vervollkommnung erlangt zu haben. Am 30. Januar 1878 wurde er von der West Ohio Ältestenschaft der Church of God (Winebrennarian) aus der Gemeinschaft ausgewiesen. Nach seiner Vertreibung, suchte er die Gemeinschaft mit verschiedenen Gruppen, darunter die Mennoniten und die Heilsarmee.  Zusammen mit fünf weitere Personen bildete  Warner die erste Gemeinde der "neuen" Bewegung. Im Oktober 1881 folgte die zweite Gemeinde.
1890 wurde er von seiner Frau Sarah geschieden, von der er seit 1884  getrennt lebte.  Sie starb im Jahr 1893 an Typhus in Cincinnati, Ohio.  Ein paar Monate nach ihrem Tod ging er in die Ehe mit Francis Miller, seiner dritten und letzten Frau.

### Publishing Ventures
Am 11. März 1879 wurde Warner halber Eigentümer und Mitherausgeber mit IW Lowman des Herald of Gospel Freedom. Im folgenden Jahr wurde er hauptverantwortung für die Veröffentlichungen. 1880 veröffentlichte D S. Warner seine Arbeit Bible Proofs of the Second Work of Grace. Aus der Sicht der Kirche  bedeutete diese Aktion den Beginn der Church of God Reformation. Im folgenden Jahr wurde  "The Gospel Trumpet"  das offizielle Sprachrohr der Bewegung und blieb es für viele Jahrzehnte auch nach seinem Tod. Im Juni 1881 löste G. Haines die Partnerschaft mit Warner auf und startete eine "Opposition". JC Fisher trat dann DS Warner als Partner in "The Gospel Trumpet" zur Seite. Am 21. Juni 1887 erwarb EE Byrum Fisher-Aktien von "The Gospel Trumpet" und wurde ihr Verleger und Geschäftsführer.

### Evangelistische Bemühungen
Im Herbst 1884 führte Warner Revival-Touren durch und predigte bei Campmeetings im Mittleren Westen der Vereinigten Staaten. Er bildete im Sommer 1885 ein evangelistisches Predigtunternehmen  mit mehreren Mitgliedern, darunter Nannie Kiger von Payne, Ohio; Francis Miller (seine spätere Frau) von Battlecreek, Michigan; Sarah Smith von Jerry City, Ohio, und John U. Bryant und D. Leiniger von Beaver Dam, Indiana. Barney E. Warren trat dem Unternehmen im Jahr 1886 bei. Von Juni 1887 bis April 1888 führte Warner einen evangelistische Tour durch Indiana, Illinois, Missouri, Kansas und Colorado. Im gleichen Sommer veranstaltete  er Campmeetings in Missouri, Indiana, Ohio und Pennsylvania. Im folgenden Winter führte ihn seine Evangelientour durch Ontario in Kanada. Im Winter 1890 führte Warner seine Predigtour in Mississippi und Alabama durch und wurde danach aufgelöst. 1891 dirigierte er die Touren nach Pennsylvania und Ontario und im August 1892 bis Februar 1893 führte er sie nach Kalifornien. Im Januar und Februar 1894 führte Warner eine Floating-Bethel Tour auf dem Ohio River durch. Am 1. Dezember 1895 hielt Daniel Sidney Warner seine letzte Predigt in Grand Junction (Michigan). Das Thema seiner Predigt war christliches Wachstum. Er starb am 12. Dezember 1895.

## Lehren und Überzeugungen
Warner bediente sich in seinen Erkenntnissen aus mehreren Konfessionen. Von den Wesleyanern  übernahm er seine Sicht der Erlösung, von der Winebrennarian Church of God seine Sicht der Kirche. Von den Baptisten nahm er die Non-Konformität und von den Adventisten nahm er die Eschatologie.
Das Folgende ist ein Überblick über die wichtigsten Lehren, die Warners Leben und Lehre charakterisiert:
- Eine Kirche als "Kirche Gottes", die  aus allen "geretteten" Menschen besteht.
- Ein Leben für das Reich Gottes und seine Mission. Die Taufe des Heiligen Geistes reinigt die Herzen der sündigen Natur
- Gegen "Babylon" sein, das heißt, gegen alle falschen Religion, die einen anderen Namen haben oder Lehren außerhalb oder unabhängig von Gottes Wort versprechen.
- Die bevorstehende Wiederkunft Christi.
- Bescheidenheit der Kleidung ohne zusätzliche Zierde Schmuck, Kosmetik, Krawatten etc.
- Opposition gegen die Mitgliedschaft in Geheimgesellschaften
- Fußwaschung und Taufe durch Untertauchen
- Führung durch den Heiligen Geist
- Göttliche Heilung durch den Glauben ohne die Hilfe von Ärzten
- Die Ehe gilt als "Ein Mann-eine Ehefrau" lebenslang, ohne Wiederheirat während der ersten Ehepartner noch lebt.

### Abspaltungen
Im Laufe der Zeit spalteten sich von seiner Religion mehrere Bewegungen ab. Genannt sei hier der sogenannte Zinzendorfism, benannt nach Nikolaus Ludwig von Zinzendorf, das Faith and victory movement (jetzt Church of God (Guthrie, Oklahoma))  und das 7th-seal movement (ab 1940 hat sich die 7.-Siegel Bewegung in mindestens 6 dokumentierte Abspaltungen zersplittert). Siehe zu allen auch Gemeinde Gottes.